# ウンターヴァルデン
ウンターヴァルデン（ドイツ語: Unterwalden）は、ルツェルン湖の南方で現在のスイスの2つのカントンにまたがる地域の旧称である。オプヴァルデン準州がその南半分、ニトヴァルデン準州が北半分である。

紋章

ウンターヴァルデンは、ウーリ、シュヴィーツとともに1291年に永久盟約（en）を結んだ国の1つであり、スイス連邦の発足メンバーである。